# Numero figurato
In matematica, un numero figurato è un numero intero che può essere rappresentato mediante uno schema geometrico e regolare; se lo schema è un politopo si ha un numero politopico, e può essere o un numero poligonale o un numero poliedrico.
I primi numeri triangolari possono essere costruiti come segue:
| * | * · * · * | * · * · * · * · * · * | * · * · * · * · * · * · * · * · * · * | * · * · * · * · * · * · * · * · * · * · * · * · * · * · * | * · * · * · * · * · * · * · * · * · * · * · * · * · * · * · * · * · * · * · * · * |

La n-esimo numero r-topico è dato dalla seguente formula
{\displaystyle P_{r}(n)={{n+r-1} \choose r}={n^{(r)} \over {r!}}\quad {\mbox{per}}\ n\geq 1}
r! è il fattoriale di r, {\displaystyle n \choose r} è un coefficiente binomiale, e {\displaystyle n^{(r)}} è il fattoriale crescente.